# Trzciągowo
Trzciągowo est une localité polonaise de la gmina mixte de Międzyzdroje, située dans le powiat de Kamień en voïvodie de Poméranie-Occidentale. Elle se situe à environ 23 km à l'ouest de la ville de Kamień Pomorski et 58 km au nord de la capitale régionale Szczecin.

## Géographie

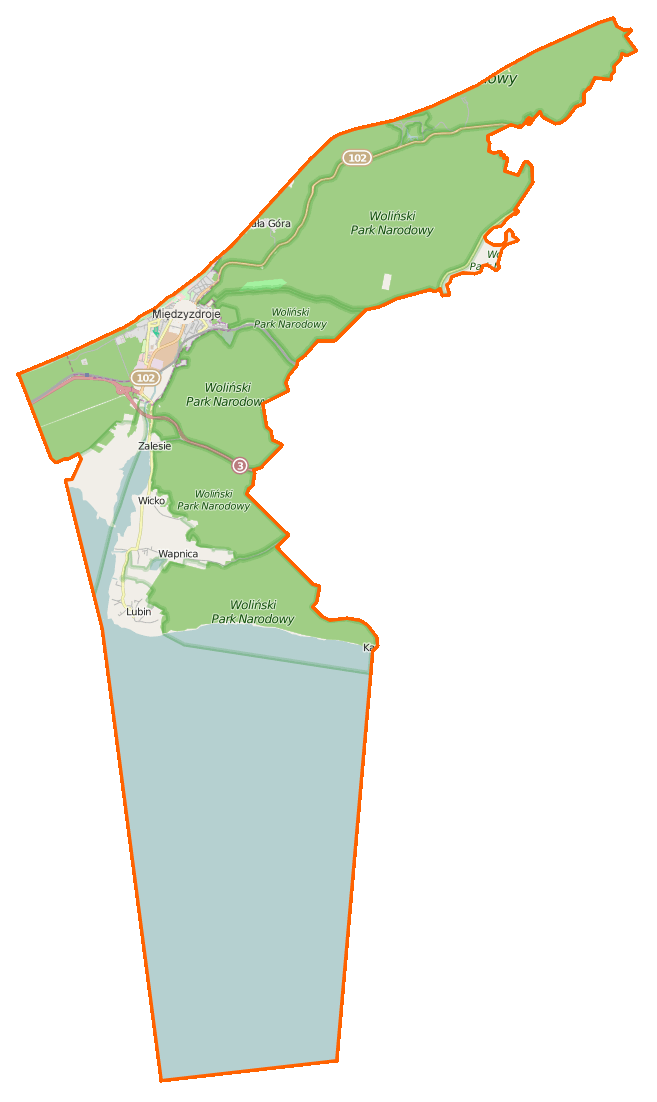
Carte de la gmina de Międzyzdroje.

## Histoire
De 1818 à 1945, Stengow fait partie de l'arrondissement d'Usedom-Wollin dans le district de Stettin au sein de la province de Poméranie.